# Aleurolobus longisetosus
Aleurolobus longisetosus es un hemíptero de la familia Aleyrodidae, con una subfamilia: Aleyrodinae. Fue descrita científicamente en 2006 por Dubey & Sundararaj.